# Le Banquet
Le Banquet és un telefilm del 1988, dirigit per Marco Ferreri i basat en El convit de Plató. Els diàlegs de la pel·lícula, coherents amb l'obra de Plató, se centren en el tema de l'Eros.

## Argument
Un grup de literats i filòsofs, entre ells Sòcrates, Aristòfanes i Fedre, es reuneixen a casa del poeta Agató d'Atenes per a discutir sobre el tema de l'amor i de la sexualitat: cadascun d'ells intervé per a donar suport a la seva tesi, d'acord amb les regles dialògiques, en el context del simposi.